# FIVB World Tour 1997
De FIVB World Tour 1997 vond plaats tussen februari en december 1997. De negende editie van de mondiale beachvolleybalcompetitie bestond in totaal uit twintig toernooien en deed zestien steden aan. Bij de mannen prolongeerden de Brazilianen Zé Marco en Emanuel Rego hun titel en bij de vrouwen won het Braziliaanse duo Adriana Behar en Shelda Bede het eindklassement.

## Kalender
| Plaats         | Categorie              | Geslacht | Datum                        | Prijzengeld |
| -------------- | ---------------------- | -------- | ---------------------------- | ----------- |
| Rio de Janeiro | Open                   | vrouwen  | 13 – 16 februari 1997        | $120.000    |
| Rio de Janeiro | Grand Slam             | mannen   | 20 – 23 februari 1997        | $150.000    |
| Melbourne      | Open                   | vrouwen  | 13 – 16 maart 1997           | $120.000    |
| Berlijn        | Open                   | mannen   | 4 – 6 juli 1997              | $150.000    |
| Pescara        | Open                   | vrouwen  | 4 – 6 juli 1997              | $120.000    |
| Lignano        | Open                   | mannen   | 18 – 20 juli 1997            | $150.000    |
| Marseille      | Open                   | vrouwen  | 24 – 26 juli 1997            | $120.000    |
| Marseille      | Open                   | mannen   | 25 – 27 juli 1997            | $150.000    |
| Klagenfurt     | Open                   | mannen   | 1 – 3 augustus 1997          | $150.000    |
| Espinho        | Open                   | vrouwen  | 1 – 3 augustus 1997          | $120.000    |
| Espinho        | Grand Slam             | mannen   | 8 – 10 augustus 1997         | $300.000    |
| Osaka          | Open                   | vrouwen  | 8 – 10 augustus 1997         | $120.000    |
| Oostende       | Open                   | mannen   | 15 – 17 augustus 1997        | $150.000    |
| Busan          | Open                   | vrouwen  | 15 – 17 augustus 1997        | $120.000    |
| Alanya         | Open                   | mannen   | 29 – 31 augustus 1997        | $150.000    |
| Tenerife       | Open                   | mannen   | 4 – 7 september 1997         | $150.000    |
| Los Angeles    | Wereldkampioenschappen | mannen   | 10 – 13 september 1997       | $300.000    |
| Los Angeles    | Wereldkampioenschappen | vrouwen  | 10 – 13 september 1997       | $300.000    |
| Salvador       | Open                   | vrouwen  | 30 oktober – 2 november 1997 | $80.000     |
| Fortaleza      | Open                   | mannen   | 4 – 7 december 1997          | $100.000    |

## Resultaten

### Rio de Janeiro Open
Van 13 tot en met 16 februari 1997
| Vrouwen | Vrouwen                           |
| Rang    | Team                              |
| ------- | --------------------------------- |
| 1       | Mônica Rodrigues / Adriana Samuel |
| 2       | Lisa Arce / Holly McPeak          |
| 3       | Sandra Pires / Jackie Silva       |
| 4       | Adriana Behar / Shelda Bede       |
| 5       | Maike Friedrichsen / Danja Müsch  |
| 5       | Karrie Poppinga / Angela Rock     |
| 7       | Natalie Cook / Kerri Pottharst    |
| 7       | Adriana Bento / Karina Lins       |

### Grand Slam Rio de Janeiro
Van 20 tot en met 23 februari 1997
| Mannen | Mannen                          |
| Rang   | Team                            |
| ------ | ------------------------------- |
| 1      | Zé Marco / Emanuel Rego         |
| 2      | Eduardo Bacil / José Loiola     |
| 3      | Jody Holden / Conrad Leinemann  |
| 4      | Julien Prosser / Lee Zahner     |
| 5      | Canyon Ceman / Eric Fonoimoana  |
| 5      | Duda Macedo / Fred Souza        |
| 7      | Martín Conde / Eduardo Martínez |
| 7      | Mariano Baracetti / José Salema |

### Melbourne Open
Van 13 tot en met 16 maart 1997
| Vrouwen | Vrouwen                                   |
| Rang    | Team                                      |
| ------- | ----------------------------------------- |
| 1       | Sandra Pires / Jackie Silva               |
| 2       | Adriana Behar / Shelda Bede               |
| 3       | Lisa Arce / Holly McPeak                  |
| 4       | Karrie Poppinga / Angela Rock             |
| 5       | Mônica Rodrigues / Adriana Samuel         |
| 5       | Barbra Fontana / Linda Hanley             |
| 7       | Natalie Cook / Kerri Pottharst            |
| 7       | Danalee Bragado-Corso / Christine Podraza |

### Berlijn Open
Van 4 tot en met 6 juli 1997
| Mannen | Mannen                               |
| Rang   | Team                                 |
| ------ | ------------------------------------ |
| 1      | Zé Marco / Emanuel Rego              |
| 2      | Rogério Ferreira / Guilherme Marques |
| 3      | Jan Kvalheim / Bjørn Maaseide        |
| 4      | Paulão Moreira / Paulo Emilio Silva  |
| 5      | Jody Holden / Conrad Leinemann       |
| 5      | Martin Laciga / Paul Laciga          |
| 7      | John Child / Mark Heese              |
| 7      | Milan Džavoronok / Marek Pakosta     |

### Pescara Open
Van 4 tot en met 6 juli 1997
| Vrouwen | Vrouwen                                   |
| Rang    | Team                                      |
| ------- | ----------------------------------------- |
| 1       | Lisa Arce / Holly McPeak                  |
| 2       | Adriana Behar / Shelda Bede               |
| 3       | Sandra Pires / Jackie Silva               |
| 4       | Barbra Fontana / Nancy Reno               |
| 5       | Natalie Cook / Kerri Pottharst            |
| 5       | Eva Celbová / Soňa Nováková               |
| 7       | Laura Bruschini / Annamaria Solazzi       |
| 7       | Danalee Bragado-Corso / Christine Podraza |

### Lignano Open
Van 18 tot en met 20 juli 1997
| Mannen | Mannen                               |
| Rang   | Team                                 |
| ------ | ------------------------------------ |
| 1      | Martín Conde / Eduardo Martínez      |
| 2      | Zé Marco / Emanuel Rego              |
| 3      | Jan Kvalheim / Bjørn Maaseide        |
| 4      | Roberto Lopes / Franco Neto          |
| 5      | Julien Prosser / Lee Zahner          |
| 5      | Mariano Baracetti / José Salema      |
| 7      | Rogério Ferreira / Guilherme Marques |
| 7      | Jody Holden / Conrad Leinemann       |

### Marseille Open
Van 24 tot en met 27 juli 1997
| Mannen | Mannen                               |
| Rang   | Team                                 |
| ------ | ------------------------------------ |
| 1      | Rogério Ferreira / Guilherme Marques |
| 2      | Zé Marco / Emanuel Rego              |
| 3      | Julien Prosser / Lee Zahner          |
| 4      | Miguel Maia / João Brenha            |
| 5      | Jody Holden / Conrad Leinemann       |
| 5      | Roberto Lopes / Franco Neto          |
| 5      | John Child / Mark Heese              |
| 5      | Javier Bosma / Fabio Díez            |

| Vrouwen | Vrouwen                              |
| Rang    | Team                                 |
| ------- | ------------------------------------ |
| 1       | Adriana Behar / Shelda Bede          |
| 2       | Lisa Arce / Holly McPeak             |
| 3       | Mônica Rodrigues / Adriana Samuel    |
| 4       | Natalie Cook / Kerri Pottharst       |
| 5       | Barbra Fontana / Linda Hanley        |
| 5       | Maike Friedrichsen / Danja Müsch     |
| 5       | Liane Fenwick / Pauline Manser       |
| 5       | Danalee Bragado-Corso / Marla O'Hara |

### Klagenfurt Open
Van 1 tot en met 3 augustus 1997
| Mannen | Mannen                              |
| Rang   | Team                                |
| ------ | ----------------------------------- |
| 1      | Zé Marco / Emanuel Rego             |
| 2      | Jörg Ahmann / Axel Hager            |
| 3      | Paulão Moreira / Paulo Emilio Silva |
| 4      | John Child / Mark Heese             |
| 5      | Jody Holden / Conrad Leinemann      |
| 5      | Martin Laciga / Paul Laciga         |
| 7      | Jan Kvalheim / Bjørn Maaseide       |
| 7      | Carl Henkel / Sinjin Smith          |

### Espinho Open
Van 1 tot en met 3 augustus 1997
| Vrouwen | Vrouwen                               |
| Rang    | Team                                  |
| ------- | ------------------------------------- |
| 1       | Mônica Rodrigues / Adriana Samuel     |
| 2       | Adriana Behar / Shelda Bede           |
| 3       | Sandra Pires / Jackie Silva           |
| 4       | Liz Masakayan / Elaine Youngs         |
| 5       | Maike Friedrichsen / Danja Müsch      |
| 5       | Yukiko Takahashi / Mika Saiki         |
| 7       | Rebekka Kadijk / Debora Schoon-Kadijk |
| 7       | Daniela Gattelli / Lucilla Perrotta   |

### Grand Slam Espinho
Van 8 tot en met 10 augustus 1997
| Mannen | Mannen                               |
| Rang   | Team                                 |
| ------ | ------------------------------------ |
| 1      | Jan Kvalheim / Bjørn Maaseide        |
| 2      | Roberto Lopes / Franco Neto          |
| 3      | John Child / Mark Heese              |
| 4      | Martín Conde / Eduardo Martínez      |
| 5      | Mariano Baracetti / José Salema      |
| 5      | Duda Macedo / Fred Souza             |
| 7      | Rogério Ferreira / Guilherme Marques |
| 7      | Přemysl Kubala / Michal Palinek      |

### Osaka Open
Van 8 tot en met 10 augustus 1997
| Vrouwen | Vrouwen                                |
| Rang    | Team                                   |
| ------- | -------------------------------------- |
| 1       | Mônica Rodrigues / Adriana Samuel      |
| 2       | Maike Friedrichsen / Danja Müsch       |
| 3       | Adriana Behar / Shelda Bede            |
| 4       | Sandra Pires / Jackie Silva            |
| 5       | Natalie Cook / Kerri Pottharst         |
| 5       | Eva Celbová / Soňa Nováková            |
| 7       | Laura Bruschini / Annamaria Solazzi    |
| 7       | Angela Clarke / Annette Huygens Tholen |

### Oostende Open
Van 15 tot en met 17 augustus 1997
| Mannen | Mannen                               |
| Rang   | Team                                 |
| ------ | ------------------------------------ |
| 1      | Zé Marco / Emanuel Rego              |
| 2      | Martín Conde / Eduardo Martínez      |
| 3      | Paulão Moreira / Paulo Emilio Silva  |
| 4      | Jan Kvalheim / Bjørn Maaseide        |
| 5      | Rogério Ferreira / Guilherme Marques |
| 5      | Javier Bosma / Fabio Díez            |
| 7      | Mariano Baracetti / José Salema      |
| 7      | Carl Henkel / Sinjin Smith           |

### Busan Open
Van 15 tot en met 17 augustus 1997
| Vrouwen | Vrouwen                                |
| Rang    | Team                                   |
| ------- | -------------------------------------- |
| 1       | Lisa Arce / Holly McPeak               |
| 2       | Mônica Rodrigues / Adriana Samuel      |
| 3       | Natalie Cook / Kerri Pottharst         |
| 4       | Adriana Behar / Shelda Bede            |
| 5       | Adriana Bento / Ana Richa              |
| 5       | Siomara Souza / Magda Lima             |
| 7       | Eva Celbová / Soňa Nováková            |
| 7       | Angela Clarke / Annette Huygens Tholen |

### Alanya Open
Van 29 tot en met 31 augustus 1997
| Mannen | Mannen                               |
| Rang   | Team                                 |
| ------ | ------------------------------------ |
| 1      | Paulão Moreira / Paulo Emilio Silva  |
| 2      | Rogério Ferreira / Guilherme Marques |
| 3      | Zé Marco / Emanuel Rego              |
| 4      | Roberto Lopes / Franco Neto          |
| 5      | John Child / Mark Heese              |
| 5      | Andrea Ghiurghi / Riccardo Lione     |
| 7      | Mariano Baracetti / José Salema      |
| 7      | Julien Prosser / Lee Zahner          |

### Tenerife Open
Van 4 tot en met 7 september 1997
| Mannen | Mannen                                    |
| Rang   | Team                                      |
| ------ | ----------------------------------------- |
| 1      | Jan Kvalheim / Bjørn Maaseide             |
| 2      | Martín Conde / Eduardo Martínez           |
| 3      | Zé Marco / Emanuel Rego                   |
| 4      | Martin Laciga / Paul Laciga               |
| 5      | Rogério Ferreira / Guilherme Marques      |
| 5      | Paulão Moreira / Paulo Emilio Silva       |
| 7      | Julien Prosser / Lee Zahner               |
| 7      | Jean-Philippe Jodard / Christian Penigaud |

### Wereldkampioenschappen Los Angeles
Van 10 tot en met 13 september 1997
| Mannen | Mannen                               |
| Rang   | Team                                 |
| ------ | ------------------------------------ |
| 1      | Rogério Ferreira / Guilherme Marques |
| 2      | Canyon Ceman / Mike Whitmarsh        |
| 3      | Dain Blanton / Kent Steffes          |
| 3      | Paulão Moreira / Paulo Emilio Silva  |
| 5      | Eduardo Bacil / José Loiola          |
| 5      | Adam Johnson / Karch Kiraly          |
| 5      | Zé Marco / Emanuel Rego              |
| 5      | Ian Clark / Troy Tanner              |

| Vrouwen | Vrouwen                           |
| Rang    | Team                              |
| ------- | --------------------------------- |
| 1       | Sandra Pires / Jackie Silva       |
| 2       | Lisa Arce / Holly McPeak          |
| 3       | Adriana Behar / Shelda Bede       |
| 3       | Karolyn Kirby / Nancy Reno        |
| 5       | Mônica Rodrigues / Adriana Samuel |
| 5       | Barbra Fontana / Linda Hanley     |
| 5       | Liz Masakayan / Elaine Youngs     |
| 5       | Siomara Souza / Magda Lima        |

### Salvador Open
Van 30 oktober tot en met 2 november 1997
| Vrouwen | Vrouwen                             |
| Rang    | Team                                |
| ------- | ----------------------------------- |
| 1       | Adriana Behar / Shelda Bede         |
| 2       | Lisa Arce / Holly McPeak            |
| 3       | Sandra Pires / Jackie Silva         |
| 4       | Mônica Rodrigues / Adriana Samuel   |
| 5       | Liz Masakayan / Elaine Youngs       |
| 5       | Gerusa Costa / Rejane Secches       |
| 7       | Barbra Fontana / Nancy Reno         |
| 7       | Laura Bruschini / Annamaria Solazzi |

### Fortaleza Open
Van 4 tot en met 7 december 1997
| Mannen | Mannen                              |
| Rang   | Team                                |
| ------ | ----------------------------------- |
| 1      | Zé Marco / Emanuel Rego             |
| 2      | Eduardo Garrido / Guilherme Marques |
| 3      | Martín Conde / Eduardo Martínez     |
| 4      | Carl Henkel / Sinjin Smith          |
| 5      | Paulão Moreira / Paulo Emilio Silva |
| 5      | Roberto Lopes / Franco Neto         |
| 7      | Jan Kvalheim / Bjørn Maaseide       |
| 7      | Mariano Baracetti / José Salema     |

## Prijzen
| Winnaar FIVB World Tour | Winnaar FIVB World Tour     |
| Mannen                  | Vrouwen                     |
| ----------------------- | --------------------------- |
| Zé Marco / Emanuel Rego | Adriana Behar / Shelda Bede |